# Hacienda Uayamón
Hacienda Uayamón, se sitúa a 21 kilómetros de la ciudad de San Francisco de Campeche en el estado de Campeche, México. Su nombre significa en maya “donde desciende el espíritu” o “lugar donde bajan los brujos”.

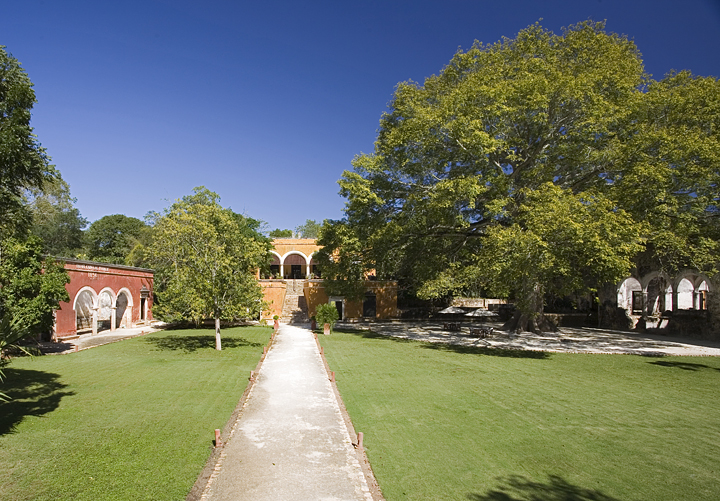
Fachada principal Hacienda Uayamón.

## Primeros tiempos: finales delsigloXVI
A fines del siglo XVI se tiene noticia de Uayamón como estancia ganadera, y aparece también como uno de los lugares saqueados a partir de 1685 por los corsarios de Laurens de Graff, apodado Lorencillo, y su lugarteniente Grammont. Un siglo después, en propiedad de Don Francisco de Cisero, Coronel y comandante de las Milicias Blancas, Uayamón se alza como una de las mayores haciendas campechanas.

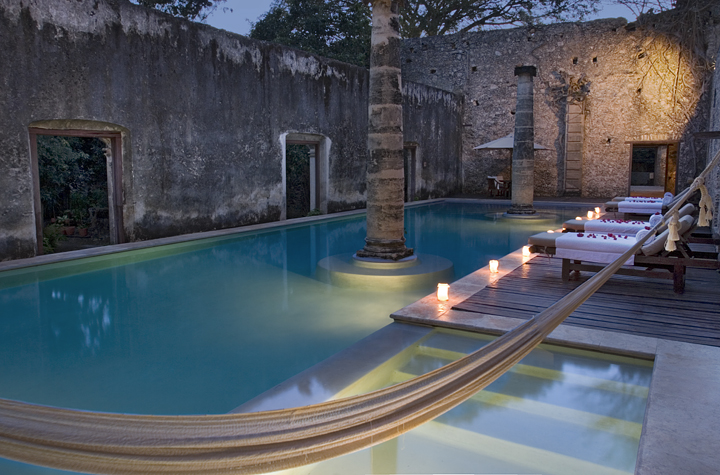
Piscina actual

## ElsigloXIX
En el siglo XIX, Uayamón era una de las haciendas diversificadas del Partido de Campeche más prósperas por su variedad productiva que incluía, además de la ganadería y el cultivo de maíz, común a las haciendas de la época, el cultivo de caña de azúcar y henequén, y la explotación del palo de Campeche, también conocido como "palo de tinte". Para 1877 era, por su extensión, la segunda hacienda en importancia del estado. A finales de dicho siglo pasó a ser propiedad de Fernando Carvajal Estrada, quien la heredó a Rafael Carvajal Iturralde, cuyo nombre aparece en una de las edificaciones.
El desempeño político y económico de la familia Carvajal destacó en la región. El Coronel José Segundo Carvajal fue gobernador de Yucatán en 1831; su hijo, Rafael Carvajal Iturralde –quien compró la hacienda–, fue gobernador de Campeche entre 1850 y 1853, y autor del documento “El registro yucateco”.
Pero fue con Fernando Carvajal Estrada, político de corte liberal y gran empresario de su tiempo, con quien la propiedad alcanzó su apogeo, y los rasgos arquitectónicos que hacen de ella un soberbio ejemplar de elegancia porfiriana. Uayamón funcionó entonces como una pequeña ciudad dotada de adelantos sociales -como la atención hospitalaria y educativa para los trabajadores-, y tecnológicos -como la introducción de la luz eléctrica y del ferrocarril.

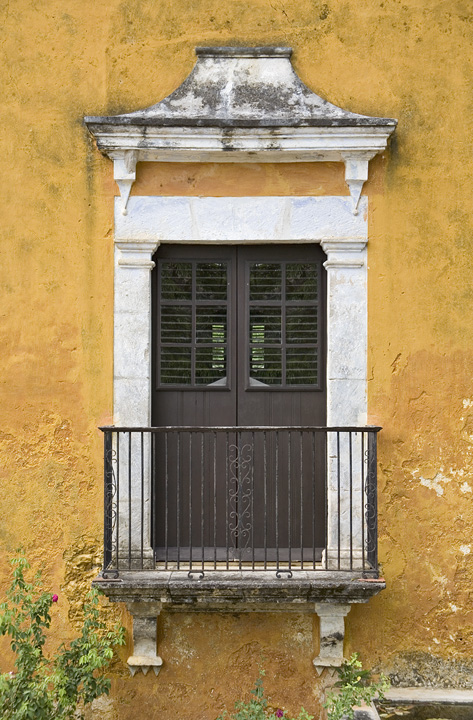
Detalle arquitectónico

## sigloXXy el proyecto ferrocarrilero
El proyecto ferrocarrilero que inaugura el siglo XX en el estado es precisamente el ferrocarril campechano. Carvajal obtuvo la concesión estatal para un servicio público que pretendía comunicar la capital con la región de los Chenes. En 1908, los 29 kilómetros de vías completados conformaban los tramos Campeche - Chiná y Mérida - Uayamón, que pasaban por otras dos haciendas del propio Carvajal en la región: Xanabchakán y Mucuychacán. El ferrocarril campechano tuvo tres estaciones: Campeche, Chiná y Uayamón, la más amplia y mejor construida, que recibió por primera vez el servicio del tren el 16 de septiembre de 1908, convirtiendo a Fernando Carvajal en uno de los más vanguardistas empresarios campechanos.
Uayamón se convirtió así en un importante punto comercial. Atestiguó en 1911 el recibimiento de Francisco I. Madero en Campeche, y en 1913 fue escenario de un enfrentamiento entre grupos políticos que tomaron Uayamón como cuartel general durante algunos días y destruyeron las calderas de las máquinas de raspa y la estación de ferrocarril. El mundo representado por Uayamón quedó severamente transformado; con la segunda década del siglo comienza un precipitado declive que deja a la hacienda en ruinas.

## Albores delsigloXXI
Hoy gracias a la restauración realizada en 1997 por el arquitecto Luis Bosoms Creixell, Uayamón ha sido convertido en parador turístico.
El patio central es un escenario rodeado de edificios administrativos. Del antiguo casco se conserva la casa principal, construida en la última década del XIX y está dispuesta en diferentes niveles, pues al parecer está construida sobre un montículo prehispánico. Prevalecen los muros de la capilla, la escuela, la casa de oficios, la casa de máquinas, el cementerio y el sistema de riego. En los alrededores, las antiguas casas de los trabajadores son ahora habitaciones. Completan el conjunto el Hospital de Caridad y la estación de ferrocarril.